# Municipio de Pontiac (Illinois)
El municipio de Pontiac (en inglés: Pontiac Township) es un municipio ubicado en el condado de Livingston en el estado estadounidense de Illinois. En el año 2010 tenía una población de 13 049 habitantes y una densidad poblacional de 138,63 personas por km².

## Geografía
El municipio de Pontiac se encuentra ubicado en las coordenadas 40°53′30″N 88°38′42″O / 40.89167, -88.64500. Según la Oficina del Censo de los Estados Unidos, el municipio tiene una superficie total de 94.13 km², de la cual 93,58 km² corresponden a tierra firme y (0,59 %) 0,55 km² es agua.

## Demografía
Según el censo de 2010, había 13 049 personas residiendo en el municipio de Pontiac. La densidad de población era de 138,63 hab./km². De los 13 049 habitantes, el municipio de Pontiac estaba compuesto por el 86,52 % blancos, el 9,2 % eran afroamericanos, el 0,28 % eran amerindios, el 0,63 % eran asiáticos, el 1,71 % eran de otras razas y el 1,67 % eran de una mezcla de razas. Del total de la población el 5,83 % eran hispanos o latinos de cualquier raza.